# Нагасена
Нагасена (санскр., пали: «Войско слонов») — индийский буддист, живший во времена индо-греческого царя Менандра I (пали: Милинда), с которым у него происходили беседы на темы буддизма, буддийских «канонических речений» (речений Пробуждённого, содержащихся в Каноне), углублённого понимания буддийской дхармы, мнимых противоречий, содержащихся в каноне и др. (Словарь. Буддизм. Изд-во «Республика» 1995).
Результатом стала книга Милиндапаньха («Вопросы царя Менандра»), написанная в 385 г. н. э. на языке пали и примыкающая к палийскому канону и печатающаяся вместе с каноном в Бирме (практически входящая в бирманский канон как своеобразный комментарий к палийскому канону, в тайский и сингалезский каноны она не вошла). Сохранились палийский текст и китайский её перевод. В 19-м — 20-м веках сделаны переводы её на ряд европейских языков. На русский язык переведена в 1987. (Милиндапаньха. Пер. А. Парибка. Предисловие. с. 12) Состоит из шести «книг» и представляет собой запись диалогов мудреца и царя. (Там же, с. 8).
В результате диалогов с Нагасеной и углублённым исследованием буддийской дхармы царь Менандр принял буддизм. (Цит. соч. с. 8 — 9).
Государство Менандра располагалось на территории современного Пенджаба.